# Graphis Inc.
Graphis Inc. es una empresa de diseño gráfico y editorial de libros y revistas con sede en Nueva York, pero de alcance internacional. Fue fundada en Zúrich, Suiza, 1944, como la revista Graphis Magazine, por el diseñador Walter Herdeg y el publicista Walter Amstutz, y es considerada una de las revistas más influyentes en el diseño gráfico y la comunicación visual del siglo XX. En 1986, Graphis fue comprada por el Bjarne Martin Pedersen, quien se convierte en su director creativo, trasladando la empresa a Nueva York.
La última publicación de Graphis Magazine fue el número 355, y en 2017 se presentó una nueva revista, Graphis Journal, que comenzó con el número 356.

## Premios Graphis
Los Premios Graphis (Graphis Awards) se organizan desde 2016 y se enfoca a trabajadores de la industria del diseño. Los que se presentan aspiran a los premios Platino, Oro y Plata. Las menciones de honor se archivan de forma permanente en el sitio web de Graphis.